# أسد عديم اللبدة

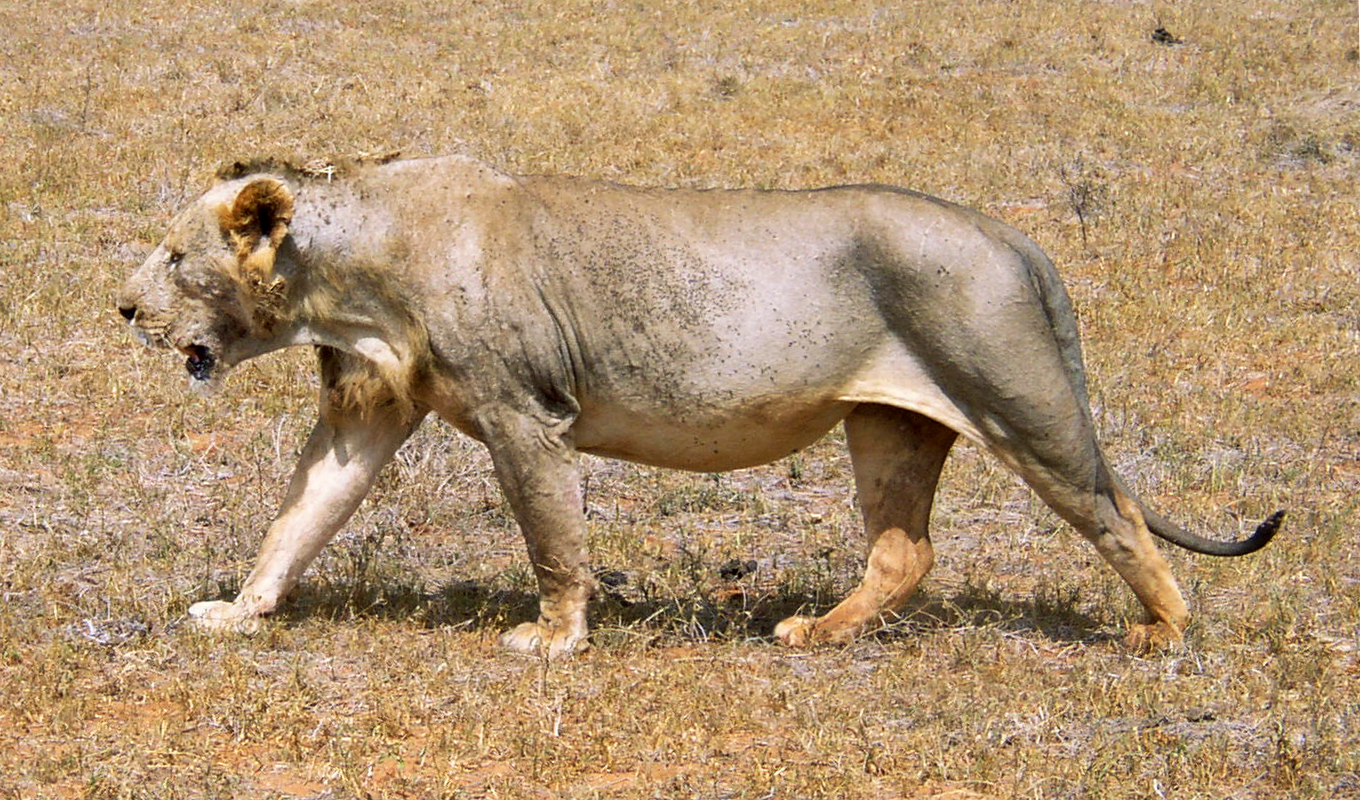
أسد بلا لبدة

أسد عديم اللبدة وهو أسد بدون الشعر المتراكب بين كتفي الأسد وعلى العنق، وهي علامة بارزة في الأسود الذكور تميزها عن غيرها من الحيوانات وتعطيها جمال وقوة، ويعتقد أن طول لبدة الأسد سمة وراثية تنتقل من جيل لآخر.

## التاريخ
- على الرغم من أن الأسود معروفة بذلك، إلا أن ليس كل الذكور لديهم لبدة، ويُعتقد أن الأسد الآسيوي لديه بدة ضعيفة مقارنة بأبناء عمومته في إفريقيا، بسبب المناخ الحار في آسيا لكن هذا لا ينطبق دائمًا.[3]

- كانت لبدة معظم الأسود في اليونان القديمة وآسيا الصغرى أقل كثافة ولم تمتد إلى أسفل البطن أو الجانبين أو الزند. [4]

- لدى الأسود التي عاشت في بلاد ما بين النهرين شعر على البطن السفلية، على عكس الأسود الحديثة في برية الهند.

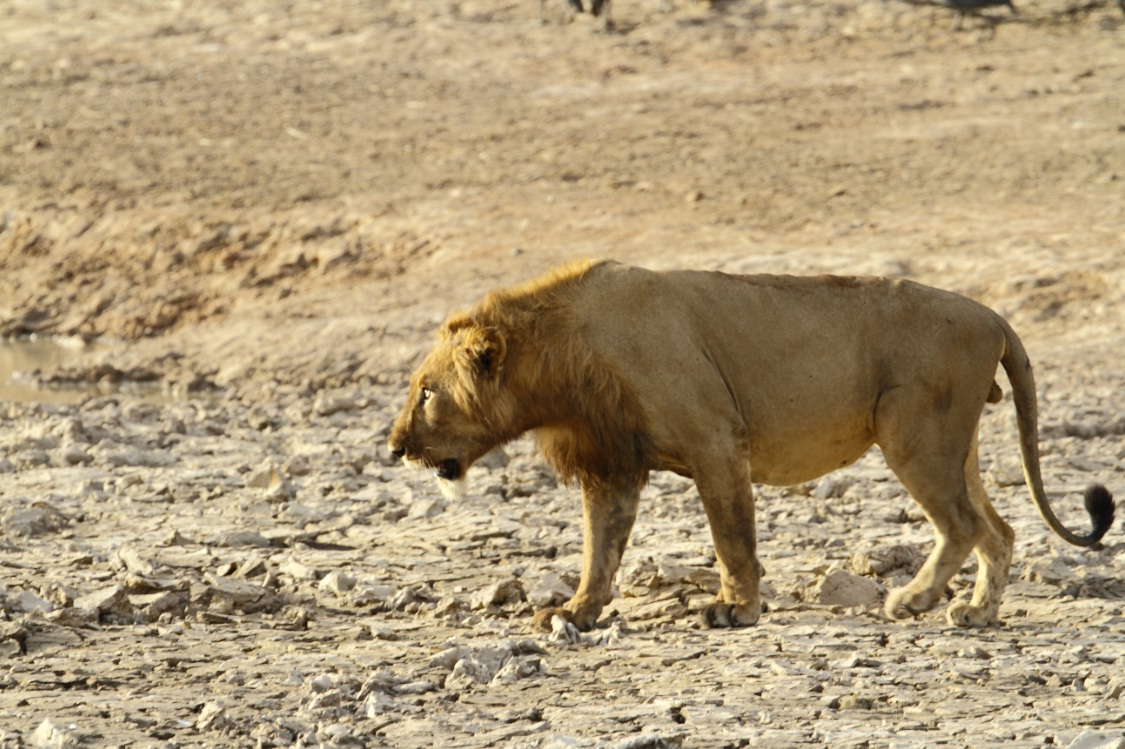
أسد ذكر غرب إفريقيا

- في أفريقيا وجنوب الصحراء الكبرى، تم الإبلاغ عن أسود ذات لبدة ضعيفة في منتزه شلالات مورشيسون الوطني في أوغندا، غالبًا ما تُرى أسود غرب إفريقيا بشعر ضعيف أو بدون شعر على الإطلاق.

- في منطقة تسافو في كينيا الواقعة عند معبر سكة حديد أوغندا فوق نهر تسافو، لا يمتلك أسود تسافو الذكور لبدة بشكل عام، على الرغم من اختلاف اللون والسمك، وهناك عدة فرضيات حول الأسباب: أحدها أن ذلك مرتبط ارتباطًا وثيقًا بالمناخ لأن وجودها يقلل بشكل كبير من فقدان الحرارة.[5][6]